# Bispira elegans
Bispira elegans är en ringmaskart som först beskrevs av Bush 1905.  Bispira elegans ingår i släktet Bispira och familjen Sabellidae. Inga underarter finns listade i Catalogue of Life.